# Luise von Brandenburg

1724 posthum entstandene Kopie einer Darstellung der Luise von Brandenburg nach einem Gemälde von Herman Hendrik de Quiter dem Jüngeren

Luise Dorothea Sophie von Brandenburg (* 29. September 1680 in Berlin; † 23. Dezember 1705 in Kassel) war eine Prinzessin und Markgräfin von Brandenburg und durch Heirat Erbprinzessin von Hessen-Kassel.

## Leben
Luise war die einzige Tochter des nachmaligen preußischen Königs Friedrich I. (1657–1713) aus dessen erster Ehe mit Elisabeth Henriette (1661–1683), Tochter des Landgrafen Wilhelm VI. von Hessen-Kassel.
Sie heiratete am 31. Mai 1700 in Berlin ihren Cousin, den Erbprinzen Friedrich von Hessen-Kassel (1676–1751). Die Hochzeit wurde mit großem Aufwand über mehrere Wochen in Berlin, Oranienburg, Potsdam und Kassel gefeiert. Gottfried Wilhelm Leibniz, der sich zum Zeitpunkt der Hochzeit in Berlin aufhielt, berichtete: „Die geplante Akademiegründung fesselt mich mehr an diesen Ort als der festliche Hochzeitspomp, welcher jetzt vorbereitet wird, da der Bräutigam hier gestern mit großem und glänzendem Gefolge von Wagen, Pferden und Menschen seinen Einzug hielt und eine Aufnahme fand, bei welcher zu einer königlichen Pracht nichts fehlte“. Anlässlich der Vermählung verfasste der Theologe Conrad Mel die Gratulationsschrift Legatio orientalis.
Luise war in den fünf Jahren ihrer Ehe ständig schwer krank und starb 25-jährig ohne Kinder geboren zu haben. Der frühe Tod seiner Frau ermöglichte Friedrich die Wiederverheiratung mit Ulrike Eleonore und er wurde dadurch schließlich 1720 König von Schweden.